# Label QS
Pour les articles homonymes, voir QS.

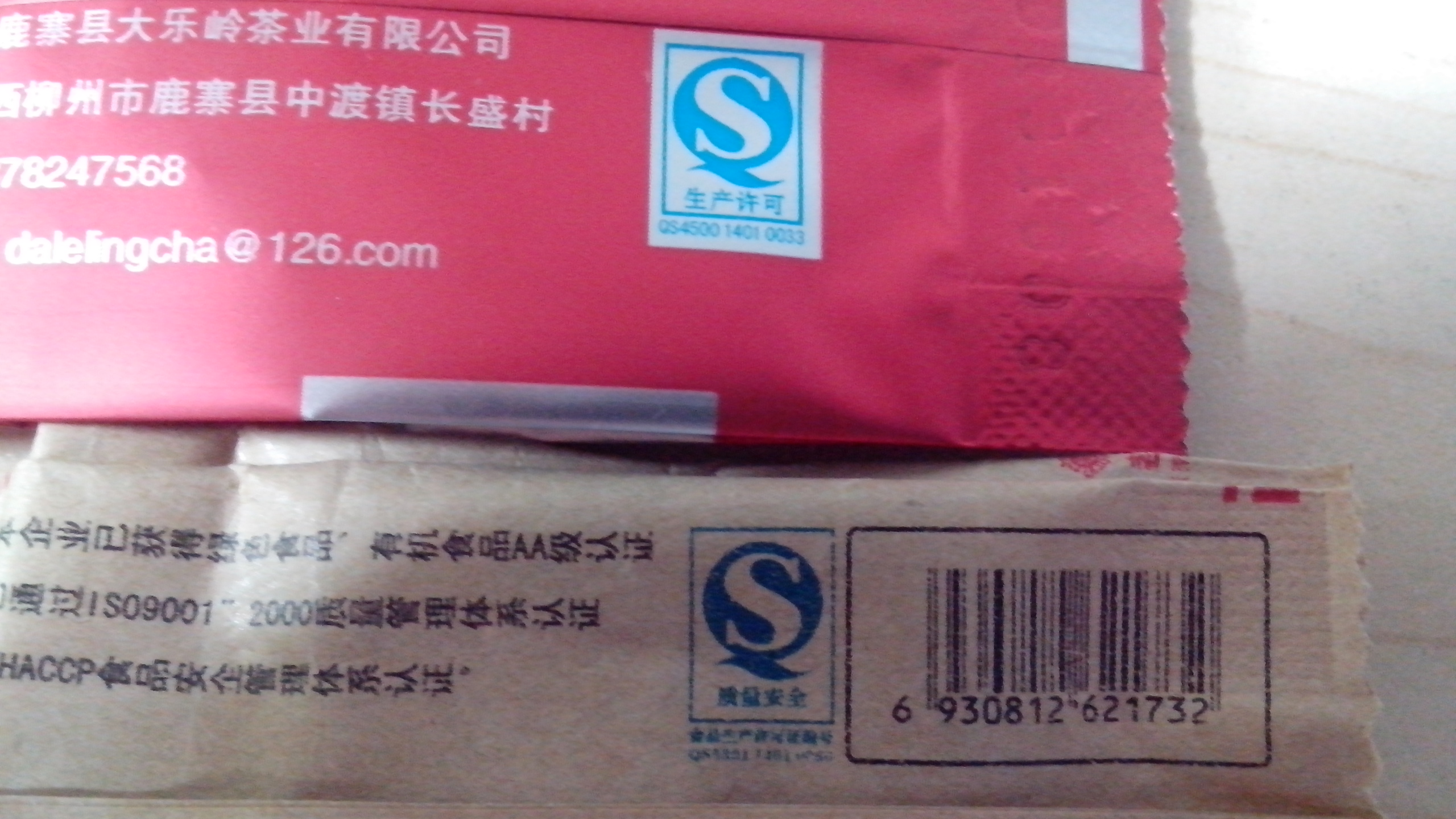
Emballages de produits portant le label QS.

Le label QS (officiellement nommé 生产许可标志 en chinois et Industrial Product Manufacturing License en anglais) est une certification chinoise de qualité et de sécurité des produits alimentaires.
Introduit en 2003, ce label est géré par l'Administration générale du contrôle de la qualité, de l'inspection et de la quarantaine et est nécessaire pour de nombreuses catégories de produits s'ils sont produits et vendus en Chine,,.